# Urukagina

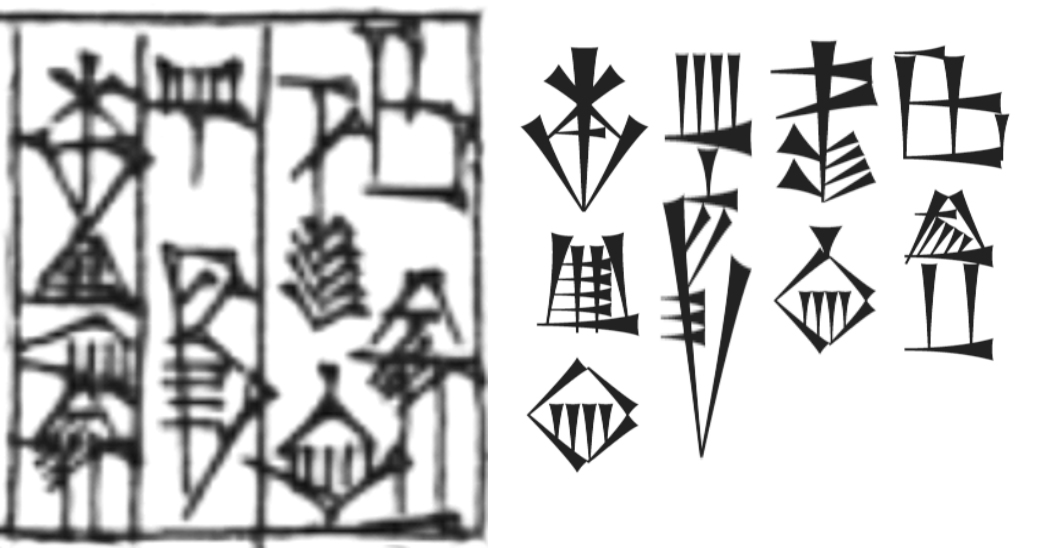
Titlul „Urakagina regele din Girsu” (𒌷𒅗𒄀𒈾 𒈗 𒄈𒋢𒆠 Urukagina lugal Girsu-ki), în „Lamentaŧie la distrugerea Ummei”.

Uru-ka-gina, Uru-inim-gina sau Iri-ka-gina (c. secolul al XXIV-lea î.Hr., cronologie medie) a fost regele orașelor-stat Lagaș și Girsu din Mesopotamia și ultimul conducător al dinastiei I a Lagașului. El și-a asumat titlul de rege, pretinzând că a fost numit de divinitate, la căderea predecesorului său corupt, Lugalanda.
El cunoscut mai ales pentru reformele sale anti-corupție, care sunt uneori citate ca primul exemplu de cod juridic⁠(d) din istoria scrisă⁠(d). Deși textul în sine nu a fost descoperit, o mare parte din conținutul său poate fi dedus din referințele la el. În codul său, el a scutit văduvele și orfanii de taxe; a obligat orașul să plătească cheltuielile de înmormântare (inclusiv libațiile⁠(d) rituale de mâncare și băutură pentru călătoria morților în lumea de jos); și a decretat că bogații trebuie să plătească cu argint când cumpără de la săraci, iar dacă săracul nu dorește să vândă, omul puternic (bogatul sau preotul) nu-l poate obliga s-o facă.
El a participat, de asemenea, la mai multe conflicte, în special la conflictul de frontieră pierdut cu Urukul. În al șaptelea an al domniei sale, Urukul a ajuns sub conducerea lui Lugal-Zage-Si, énsi din Umma, care a anexat în cele din urmă cea mai mare parte a teritoriului Lagașului și a întemeiat primul regat cunoscut în surse de încredere care cuprindea tot Sumerul. Distrugerea Lagașului a fost descrisă într-o lamentație⁠(d) (posibil cel mai vechi exemplu cunoscutt a unui gen literar prolific în Sumer), care sublinia că „oamenii din Umma... au păcătuit împotriva lui Ningirsu ... Urukagina, regele din Girsu, nu avea nici un păcat, dar cât despre Lugal-Zage-Si, guvernatorul Ummei, fie ca zeița sa Nisaba să-l pună să-și poarte păcatul pe grumaz”. Lugal-Zage-Si însuși a fost învins curând, iar regatul său a fost anexat de Sargon din Akkad.